# Călători (film)
Călători sau Misiune spațială (2021) (în engleză Voyagers) este un  film science-fiction  scris și regizat de Neil Burger. Filmările principale au început în România în iunie 2019.

## Premisă
Acțiunea are loc în viitorul apropiat. Filmul descrie odiseea a 30 de tineri bărbați și femei care sunt trimiși adânc în spațiu într-o misiune planificată pentru mai multe generații în căutarea unei noi locuințe. Misiunea ajunge într-o stare de nebunie, pe măsură ce echipajul revine la starea sa primordială, fără să știe dacă adevărata amenințare cu care se confruntă este ceea ce se află în afara navei sau ceea ce vor deveni în interiorul ei. 

## Distribuție
- Colin Farrell ca Dr. Richard Alling
- Tye Sheridan ca Christopher
- Lily-Rose Depp  ca Sela
- Fionn Whitehead ca Jack
- Isaac Hempstead Wright
- Chanté Adams
- Madison Hu
- Viveik Kalra
- Quintessa Swindell ca Julie
- Archie Madekwe ca Kal
- Archie Renaux ca Alex

## Producție
Proiectul a fost anunțat în ianuarie 2019, cu Neil Burger ca scenarist și regizor. Filmul a fost descris ca fiind „Lord of the Flies în spațiu”. În aprilie 2019, Colin Farrell, Tye Sheridan, Lily-Rose Depp și Fionn Whitehead s-au numărat printre cei distribuiți în film, filmările urmând să înceapă în România în iunie.  În iunie 2019, Viveik Kalra, Quintessa Swindell, Archie Madekwe și Archie Renaux s-au alăturat distribuției filmului, cuLionsgate ca distribuitor.
Filmările principale au început în România în iunie 2019.

## Vezi și
- Listă de filme științifico-fantastice din anii 2020
- 2021 în științifico-fantastic
- Navă generație